# Єхидна (міфологія)
Єхидна (грец. Έχιδνα) — у давньогрецькій міфології — жахлива кровожерна потвора, наполовину жінка, наполовину змія; дочка Тартара й Геї (варіант: Хрісаора й Каллірої).
Переносно Єхидна, а також похідні утворення: єхида, єхидний, єхидство, єхидувати тощо — тісно пов'язані з поняттями «злий», «підступний», «лукавий».
Окрім того, в країнах західної Європи «єхидною» в минулому часто називали отруйних змій, зокрема гадюку.

## Родовід

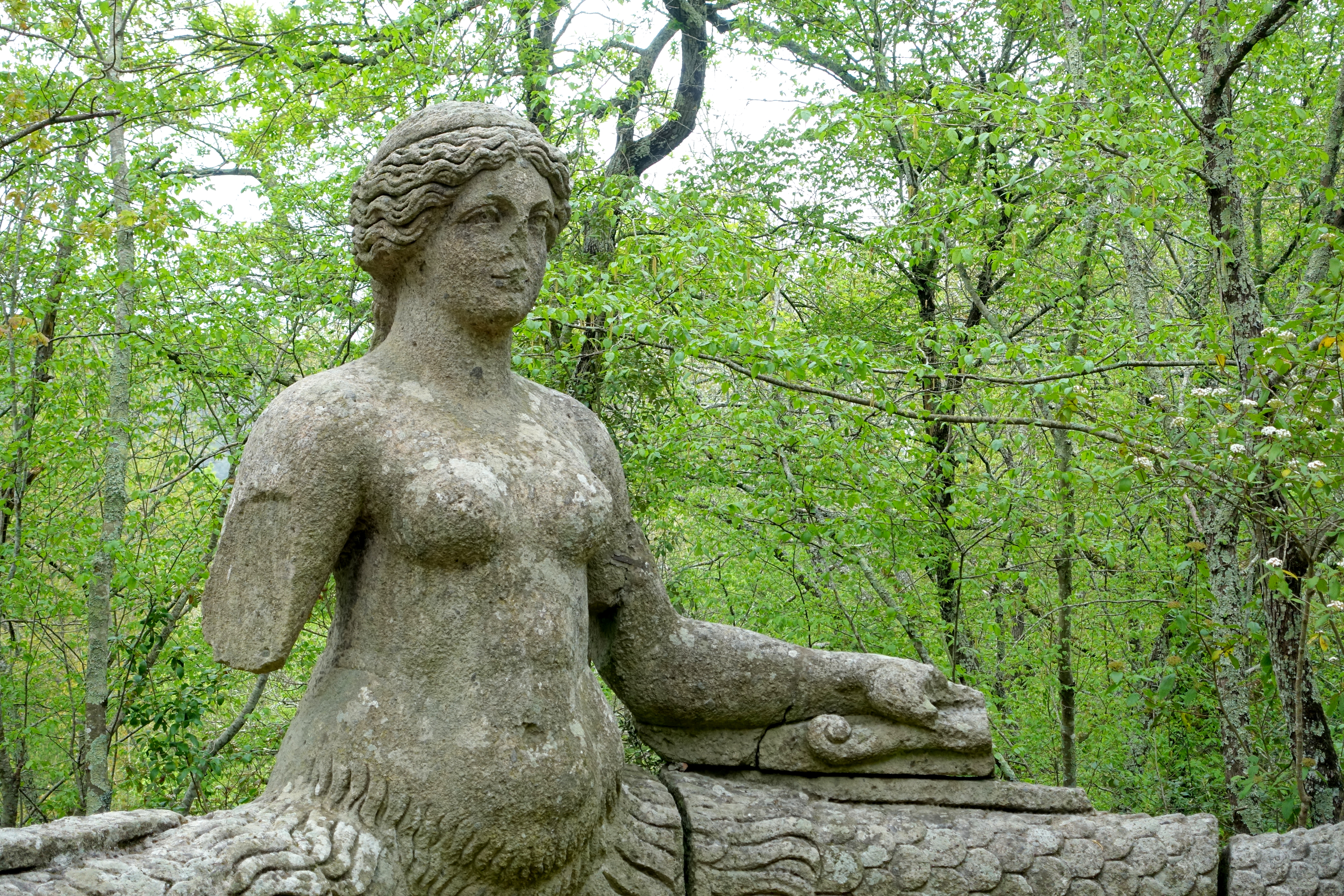
Єхидна. Скульптура Пірро Лігоріо, 1555. Парк Священний ліс.

Від Тифона Єхидна народила чимало страховищ: Химеру, триголового пса Кербера, багатоголову змію Лернейську гідру й двоголового пса Ортра. Ортр зґвалтував Єхидну і вона народила Немейського лева та Сфінкса. Місцем перебування Єхидни вважались Аїд або печера в Кілікії. За пізнішим міфом, Єхидна народила від Геракла трьох синів, один з яких, Скит, став родоначальником скіфів. Єхидну вбив Аргос.